# Anima rossa
Anima rossa (アニマロッサ?) è un brano musicale del gruppo musicale giapponese Porno Graffitti, pubblicato come loro ventinovesimo singolo il 25 novembre 2011. Il singolo ha raggiunto la terza posizione della classifica Oricon dei singoli più venduti in Giappone ed è rimasto in classifica per dodici settimane, vendendo 75 423 copie. Il brano è stato utilizzato come undicesima sigla dell'anime Bleach, dal duecentoquarantatreesimo al duecentosessantacinquesimo episodio.

## Tracce
CD Singolo SECL-832
1. Anima rossa (アニマロッサ?)
2. Shōkibou na haiboku (小規模な敗北?)
3. Jaken ni shinaide (邪険にしないで?)

Durata totale: 12:00

## Classifiche
| Classifica (2008) | Posizione più alta |
| ----------------- | ------------------ |
| Giappone (Oricon) | 3                  |